# Copa México 1954/55
Die Copa México 1954/55 war die 13. Austragung des Fußball-Pokalwettbewerbs seit Einführung des Profifußballs in Mexiko. Wie im Vorjahr standen sich im Finale die beiden Erzrivalen des mexikanischen Fußballs gegenüber. Der Club América konnte seinen Titel erfolgreich verteidigen und der Club Deportivo Guadalajara unterlag bereits zum insgesamt vierten Mal in einem mexikanischen Pokalfinale und blieb daher auf nationaler Ebene weiter ohne Titel.
Das Pokalturnier wurde im Anschluss an die Punktspielrunde der Saison 1954/55 ausgetragen. Teilnahmeberechtigt waren die zwölf Mannschaften, die in derselben Saison in der höchsten Spielklasse vertreten waren. Daher gab es im Achtelfinale nur vier Begegnungen und kamen vier Mannschaften per Freilos weiter.

## Modus
Die Begegnungen wurden im K.-o.-System ausgetragen. Das Achtel- und Viertelfinale wurden in Hin- und Rückspielen mit je einem Heimrecht der beiden Kontrahenten ausgetragen, während das Halbfinale und Finale in nur einer Begegnung entschieden wurden. Endspielort war das Estadio Olímpico Ciudad de los Deportes in Mexiko-Stadt.

## Achtelfinale
Die Begegnungen des Achtelfinals wurden zwischen dem 5. Februar und 13. Februar 1955 ausgetragen.
|                | Gesamt           |                  | Hinspiel | Rückspiel |
| -------------- | ---------------- | ---------------- | -------- | --------- |
| CD Tampico     | 3:2              | CD Irapuato      | 1:0      | 2:2       |
| CD Guadalajara | 8:1              | CD Marte         | 4:0      | 4:1       |
| Puebla FC      | 0:3              | CF Atlante       | 0:0      | 0:3       |
| Club Necaxa    | 3:3 (6:3 i. E.)1 | Deportivo Toluca | 0:3      | 3:0       |

Anmerkungen:
1 Nachdem Necaxa und Toluca ihr Auswärtsspiel jeweils mit 3:0 gewonnen hatten, wurde zur Ermittlung des Siegers ein drittes Spiel angesetzt, das am 15. Februar 1955 in Toluca ausgetragen wurde und nach Verlängerung torlos endete. Im anschließenden Elfmeterschießen konnte Necaxa sich mit 6:3 durchsetzen.
Die weiteren vier Erstligisten (Club América, León FC, CD Oro und CD Zacatepec) kamen per Freilos weiter.

## Viertelfinale
Die Begegnungen des Viertelfinals wurden zwischen dem 20. Februar und 27. Juni 1955 ausgetragen. Dabei blieben die Mannschaften, die sich auf sportlichem Wege qualifizieren mussten und jene, die per Freilos ins Viertelfinale kamen, jeweils unter sich.
|             | Gesamt |                | Hinspiel | Rückspiel |
| ----------- | ------ | -------------- | -------- | --------- |
| León FC     | 1:3    | CD Zacatepec   | 1:0      | 0:3       |
| CD Oro      | 1:4    | Club América   | 0:1      | 1:3       |
| Club Necaxa | 2:5    | CF Atlante     | 1:3      | 1:2       |
| CD Tampico  | 1:7    | CD Guadalajara | 1:2      | 0:5       |

## Halbfinale
Die Halbfinals wurden am 3. März 1955 in jeweils nur einer Begegnung ausgetragen. Spielorte waren der Parque Felipe Martínez Sandoval in Guadalajara und das Estadio Olímpico Ciudad de los Deportes in Mexiko-Stadt.
|                | Ergebnis  |              |
| -------------- | --------- | ------------ |
| CD Guadalajara | 4:1       | CD Zacatepec |
| Club América   | 2:1 n. V. | CF Atlante   |

## Finale
Das Finale wurde am 6. März 1955 ausgetragen. Schütze des „goldenen Tores“ für América war Manuel Cañibe.
|              | Ergebnis |                |
| ------------ | -------- | -------------- |
| Club América | 1:0      | CD Guadalajara |

Mit der folgenden Mannschaft gewann der Club América den Pokalwettbewerb der Saison 1954/55:
Manuel Camacho – Norberto Yácono, Héctor Uzal, Héctor Ferrari, José Luis Lamadrid – Manuel Cañibe, Rubelio Esqueda, Gerardo Nava – Juan Lemus, Emilio Fizel, José Santiago; Trainer: Octavio Vial.